# 李碧影
李碧影（1959年—），籍貫台湾台中，汉族，中华人民共和国政治人物、第十二届全国人民代表大会上海地区代表。
毕业于北京大学法学专业，加入台湾民主自治同盟。2013年，被选为全国人大代表。2018年1月，当选第十三届全国政协委员。